# نورلات
شهر نورلات (به روسی: Нурлат) در کشور روسیه و در جمهوری تاتارستان واقع شده‌است.